# گدیکوی (امیرداغ)
گدیکوی (به ترکی استانبولی: Gedikevi) یک منطقهٔ مسکونی در ترکیه است که در امیرداغ واقع شده‌است.